# ZSU-37
Il ZSU-37 era un semovente antiaereo leggero sovietico, sviluppato alla fine del 1943 e prodotto nello Stabilimento N. 40 di Mytišči. Fu il primo semovente antiaereo cingolato sovietico prodotto in serie. La sigla ZSU sta per Zenitnaja Samochodnaja Ustanovka (in russo: Зенитная Самоходная Установка), "affusto semovente antiaereo".

## Storia
Gli ingegneri sovietici produssero alcuni semoventi antiaerei cingolati sperimentali prima e durante la seconda guerra mondiale, inclusi derivati del carri leggeri T-70. Uno di questi, lo sperimentale T-90, venne armato con due mitragliatrici pesanti DŠT e un prototipo venne realizzato in novembre 1942 da GAZ. Il carro leggero T-70 divenne poi la base per la realizzazione del semovente d'artiglieria SU-76, dal quale a sua volta venne estrapolato il ZSU-37. Si decise di utilizzare lo scafo del SU-76M per economizzare e velocizzare la produzione di questo sistema d'arma del quale era tanto sentita la necessità.
Il ZSU-37 fu prodotto da marzo 1945 ed il 1948, con una produzione totale di 75 mezzi, dei quali solo pochi completati prima della fine della guerra. Come conseguenza dell'inizio tardivo della produzione e della quasi scomparsa della Luftwaffe dai cieli dalla primavera del 1945, la sua entrata in azione durante la guerra non fu determinante. Un battaglione sperimentale di artiglieria contraerea, equipaggiato con 8 ZSU-37, fu formato agli inizi del 1945, e un altro, con 12 veicoli alla fine dello stesso anno
Dopo la seconda guerra mondiale diventò chiaro che la bassa cadenza di tiro e la scarsa potenza di un singolo cannone da 37 mm non erano sufficienti contro velivoli ad alta quota ad alta velocità. Inoltre i serventi avevano difficoltà a seguire manualmente tali bersagli. Inoltre i semoventi basati su scafi di carri leggeri avevano poi una bassa mobilità su terreni difficili e basse velocità ed autonomia fuoristrada rispetto ai carri medi ed i semoventi che andavano ad accompagnare e proteggere. I due motori in tandem erano a benzina, complicando la logistica dei reparti corazzati, che invece erano equipaggiati con carri diesel. Per tutte queste ragioni il ZSU-37 fu presto ritirato dal servizio dopo la fine della produzione di serie.
Venne fatto un tentativo di aumentare sensibilmente la potenza di fuoco montando lo stesso cannone da 37 mm su affusto quadruplo su uno scafo di T-34, ma il progetto rimase sulla carta in quanto i tecnici del Ministero dei Trasporti raccomandarono lo sviluppo di un nuovo scafo e l'uso del più potente cannone automatico binato S-68 da 57 mm, il cui sviluppo stava iniziando in quel periodo. L'eredità del ZSU-37 venne quindi raccolta dal nuovo semovente cingolato ZSU-57-2, realizzato sullo scafo del riuscito T-54/55 e prodotto in massa tra il 1957 ed il 1960.
Il ZSU-37-2 "Jenisej" fu un progetto successivo, non collegato con il ZSU-37, basato sullo scafo del semovente sperimentale SU-100P, armato con un cannone binato da 37 mm 500P "Angara". Nel 1957 iniziò lo sviluppo di semoventi antiaerei completamente nuovi a guida radar, il ZSU-37-2 "Jenisej" e il ZSU-23-4 "Šilka", che furono messi in competizione per sostituire il ZSU-57-2. Il "Jenisej" fu respinto nel 1962 in favore dello "Šilka".

## Tecnica
Il semovente ZSU-37 era basato sullo scafo del SU-76M, a sua volta un T-70 allungato. La trasmissione ed il treno di rotolamento erano identici a quelli del SU-76M. Anche il motore era lo stesso GAZ-203, ma sovralimentato, costituito dall'accoppiamento in tandem di due GAZ-202, 6 cilindri a benzina raffreddati a liquido, eroganti 80 hp ciascuno a 3.600 giri al minuto (contro i 60 hp sul SU-76M). Il veicolo poteva superare un gradino di 0,67 m, una trincea di 2 m, un guado di 0,9 m ed una pendenza di 25°.
La torretta a cielo aperto era armata con un cannone automatico 37 mm M1939 (61-K). Il veicolo era equipaggiato con un sistema di mira a due collimatori, un telemetro ottico con base da 1 m, una radio 12RT-3, un interfono TPU-3F ed un sistema di puntamento meccanico con due movimenti angolari.
L'equipaggio era costituito da 6 soldati: un pilota, un puntatore in azimuth, un puntatore in elevazione, un puntatore per l'inserimento continuo di velocità e distanza, un puntatore per l'inserimento continuo di rotta ed angolo di discesa del bersaglio ed un caricatore.
Il ZSU-37 condivideva pregi e difetti del SU-76M sul quale era basato. Tra gli svantaggi, il più discusso era la torretta a cielo aperta; per proteggere l'equipaggio da pioggia e neve poteva essere coperta da un telone, ma in questo caso il cannone non poteva raggiungere la massima elevazione. Tuttavia la torretta aperta offriva un elevato angolo di tiro, un'eccellente visibilità per i cannonieri e non necessitava di ventilazione. Leggero e manovrabile, il semovente era considerato soddisfacente a metà degli anni quaranta, ma aveva insufficienti capacità fuoristrada per accompagnare i carri medi e pesanti su terreni difficili.
La dotazione di munizioni consisteva di 320 proiettili perforanti, incendiari a frammentazione ed a frammentazione, tutti traccianti; 130 munizioni erano in clip da 5 colpi, mentre 190 colpi erano sfusi. I proiettili perforanti erano efficaci anche nel tiro controcarri. La velocità alla bocca era tra 890 e 920 m/s a seconda del tipo di proiettile. Il proiettile perforante pesava 0,785 kg, i colpi a frammentazione 0,732 kg. Il settore di elevazione del cannone era compreso tra -5° e +85°. La cadenza di tiro teorica era di 120-130 colpi al minuto, che nel tiro pratico si riducevano a 50-60 colpi al minuto. La gittata verticale massima era di 6.500 m, che in pratica si riducevano a 2.500 m.

## Varianti
- SU-72 - un singolo prototipo realizzato nell'autunno 1942 da GAZ. Basato sui progetti dei carri leggeri T-60 e T-70, era armato con un cannone 37 mm M1939 (61-K) in torretta fissa. Le prestazioni insoddisfacenti del sistema di raffreddamento del motore emersero durante i test e richiedevano tante e tali modifiche che la GAZ non ne ritenne possibile la produzione di serie in tempo di guerra[1].
- SU-11 - un singolo prototipo costruito dall'Impianto N. 38 di Kirov nel novembre 1942. Basato sui progetti dei carri leggeri T-60 e T-70, era armato con un cannone 37 mm M1939 (61-K) in torretta girevole. Fu testato ufficialmente nel dicembre 1942 ma non entrò in produzione[1].
- SU-17 - tre prototipi costruiti tra dicembre 1943 e luglio 1944, il primo dall'Impianto N. 38 e gli altri due dall'Impianto N. 40, che già produceva il SU-76M. Basato sul telaio del SU-76M ed armato con un 37 mm M1939 (61-K). Il primo prototipo, prodotto in dicembre 1943, superò i test ufficiali nel febbraio 1944, evidenziando solo piccoli difetti. Il secondo prototipo venne realizzato nella primavera del 1944, era più leggero di 1,2 t, equipaggiato con un motore 6 cilindri a benzina ZIS-80MF, erogante 98,5 hp, invece del GAZ-203. Montava inoltre un diverso tipo di torretta rotante. Durante le prove sul campo del luglio 1944 il nuovo motore si dimostrò sottopotenziato, così il terzo prototipo, prodotto nell'estate 1944, fu equipaggiato col precedente motore GAZ. Questo veicolo superò le prove campali in ottobre-novembre dello stesso anno e divenne il diretto predecessore del ZSU-37 di serie[1][2].
- ZSU-37 - versione di serie, prodotta dal 1945 al 1948 dall'Impianto N. 40 di Mytišči in 75 esemplari.